# Thranduil

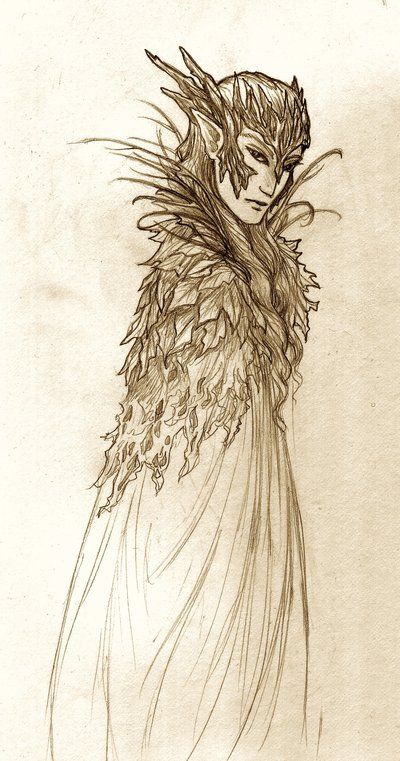
Thranduil

Thranduil är en person i J.R.R. Tolkiens sagovärld Midgård. Han förekommer i Bilbo - en hobbits äventyr och Sagan om Ringen. 
Thranduil, även känd som Alvkungen, var kung över norra Mörkmården (Mirkwood) och far till Legolas. På grund av Bilbos bedrifter och berättelser, är Thranduil kanske den mest kända alvkungen. Han var ledare för skogsalverna i norra Mörkmården sedan slutet av Andra åldern, då hans far Oropher, som grundat riket, blev dräpt jämte två tredjedelar av sin armé i det första slaget om Midgård mot Sauron, där Mörkmårdens alver deltog sida vid sida med Elrond och Gil-Galad. Alverna från Mörkmården led de svåraste förlusterna av alvhärarna, eftersom de var både sämre organiserade och sämre utrustade. Thranduil var med i detta krig och förde hem den kvarvarande delen av sin fars armé när kriget var över. Efteråt var han traumatiserad av vad han hade sett i Mordor.
I mer än tvåtusen år gick Thranduils rike genom attacker från stora spindlar och orcher. Thranduil var även känd för att avsky dvärgar, ett drag som var vanligt bland många av hans sort. När Thranduil introduceras i Bilbo har han redan varit kung i närmare tretusen år, och försöker hålla en fest som dock blir störd av att Torin Ekensköldes dvärgar, som är på väg genom skogen, kommer rusande för att tigga mat. Thranduil och hans festdeltagare tror då att de har att göra med en invasionsarmé och flyr, varefter de tar till fånga dvärgarna, som dock lyckas rymma med hjälp av bokens huvudperson.
Senare i boken blir Thranduil inblandad i Femhäraslaget.
I Sagan om Ringen hör Thranduils son Legolas till huvudpersonerna, medan Thranduil själv endast spelar en undanskymd roll.